# Petrocodon bonii
Petrocodon bonii är en tvåhjärtbladig växtart som först beskrevs av Pellgr., och fick sitt nu gällande namn av A. Weber och Mich. Möller. Petrocodon bonii ingår i släktet Petrocodon och familjen Gesneriaceae. Inga underarter finns listade i Catalogue of Life.